# Aeroportul Siskiyou County
Aeroportul Siskiyou County (IATA: SIY, ICAO: KSIY, FAA LID: SIY) este un aeroport din California, Statele Unite ale Americii. Aeroportul a fost tranzitat în 2019 de 16 pasageri.
Situat la o altitudine de 807 m, aeroportul dispune de 1 pistă.

## Infrastructură

### Piste
Aeroportul dispune de o singură pistă. Pista 17/35 are suprafața de asfalt și dimensiunile 7.490 picioare × 150 picioare. 